# Colteller
Un colteller era un menestral que tenia l'ofici de fer i vendre coltells. Un altre nom seria ganiveter, i un nom més genèric seria ferrer de tall, que és el qui fa coltells i altres eines tallants. Similar ofici tenien el daguer, l'espaser i el llancer.